# Poikilacanthus capitatus
Poikilacanthus capitatus là một loài thực vật có hoa trong họ Ô rô. Loài này được (Leonard) Ramamoorthy miêu tả khoa học đầu tiên năm 1989.